# Teddy Hill
Teddy Hill, né à Birmingham en Alabama le 7 décembre 1909 et mort le 19 mai 1978, est saxophoniste et chef d'orchestre américain.

## Biographie
Teddy Hill se fait connaitre en dirigeant un big band à succès pendant les années 1930 comprenant des musiciens comme  Roy Eldridge, Chu Berry, Dicky Wells, Bill Coleman et Dizzy Gillespie. Puis il dirige le club de jazz Minton's Playhouse de Harlem, où des jam sessions ont abouti à la naissance du bebop.

## Discographie
Enregistrement :
- - Uptown rhapsody (1936)